# KLK4
KLK4 (англ. Kallikrein related peptidase 4) – білок, який кодується однойменним геном, розташованим у людей на короткому плечі 19-ї хромосоми. Довжина поліпептидного ланцюга білка становить 254 амінокислот, а молекулярна маса — 27 032.
| 10         |  | 20         |  | 30         |  | 40         |  | 50         |
| ---------- |  | ---------- |  | ---------- |  | ---------- |  | ---------- |
| MATAGNPWGW |  | FLGYLILGVA |  | GSLVSGSCSQ |  | IINGEDCSPH |  | SQPWQAALVM |
| ENELFCSGVL |  | VHPQWVLSAA |  | HCFQNSYTIG |  | LGLHSLEADQ |  | EPGSQMVEAS |
| LSVRHPEYNR |  | PLLANDLMLI |  | KLDESVSESD |  | TIRSISIASQ |  | CPTAGNSCLV |
| SGWGLLANGR |  | MPTVLQCVNV |  | SVVSEEVCSK |  | LYDPLYHPSM |  | FCAGGGHDQK |
| DSCNGDSGGP |  | LICNGYLQGL |  | VSFGKAPCGQ |  | VGVPGVYTNL |  | CKFTEWIEKT |
| VQAS       |  |            |  |            |  |            |  |            |

A: Аланін

C: Цистеїн

D: Аспарагінова кислота

E: Глутамінова кислота

F: Фенілаланін

G: Гліцин

H: Гістидин

I: Ізолейцин

K: Лізин

L: Лейцин

M: Метіонін

N: Аспарагін

P: Пролін

Q: Глутамін

R: Аргінін

S: Серин

T: Треонін

V: Валін

W: Триптофан

Кодований геном білок за функціями належить до гідролаз, протеаз, серинових протеаз. 
Задіяний у такому біологічному процесі, як альтернативний сплайсинг. 
Білок має сайт для зв'язування з іонами металів, іоном цинку. 
Секретований назовні.